# Challenger of Dallas 2014
Il Challenger of Dallas 2014 è stato un torneo di tennis facente parte della categoria ATP Challenger Tour nell'ambito dell'ATP Challenger Tour 2014. È stata la 17ª edizione del torneo che si è giocato a Dallas in USA dal 3 al 9 febbraio 2014 su campi in cemento indoor e aveva un montepremi di $100,000.

## Partecipanti singolare

### Teste di serie
| Nazionalità | Giocatore          | Ranking* | Testa di serie |
| ----------- | ------------------ | -------- | -------------- |
| Stati Uniti | Michael Russell    | 97       | 1              |
| Russia      | Alex Bogomolov Jr. | 98       | 2              |
| Stati Uniti | Tim Smyczek        | 100      | 3              |
| Stati Uniti | Denis Kudla        | 109      | 4              |
| Canada      | Frank Dancevic     | 119      | 5              |
| Stati Uniti | Ryan Harrison      | 121      | 6              |
| Stati Uniti | Rhyne Williams     | 124      | 7              |
| Stati Uniti | Alex Kuznetsov     | 130      | 8              |

- Ranking al 27 gennaio 2014.

### Altri partecipanti
Giocatori che hanno ricevuto una wild card:
- Jean Andersen
- Jared Donaldson
- John Mee
- Clay Thompson

Giocatori che sono passati dalle qualificazioni:
- Dennis Nevolo
- Evan King
- Justin S. Shane
- Nicolas Meister

Giocatori che hanno ricevuto un entry come special exempt:
- Daniel Kosakowski

Giocatori che hanno ricevuto un entry come alternate:
- Chase Buchanan

## Vincitori

### Singolare
Steve Johnson ha battuto in finale  Malek Jaziri con il punteggio di 6–4, 6–4

### Doppio
Samuel Groth /  Chris Guccione hanno battuto in finale  Ryan Harrison /  Mark Knowles con il punteggio di 6–4, 6–2